# Joseph François Rauski
Joseph François Rauski (n. 13 decembrie 1837, Sarreguemines – d. 26 martie 1910, Arcachon) a fost un capelmaistru și aranjor muzical francez.

## Biografie
Rauski a fost capelmaistru militar și a dirijat, printre altele, fanfara Regimentului 18 Infanterie. În această calitate, el a fost ofițer superior și a realizat aranjamentul pentru muzică militară al cântecului patriotic Le Régiment de Sambre et Meuse compus de Jean Robert Planquette pe versurile lui Paul Cézano. Aranjamentul muzical a fost interpretat pentru prima dată în 1879, în Place de Verdun din Pau (Pyrénées-Atlantiques), de către fanfara Regimentului 18 Infanterie sub conducerea capelmaistrului Rauski. Acest marș este muzica militară franceză cea mai cântată după La Marseillaise și Chant du départ, fiind intonat în fiecare an la defilarea de ziua națională a Franței (14 iulie).
Din cauza unei erori, perpetuată printre alții de editorul A. Turlet din Paris, Rauski a fost considerat drept compozitor al marșului pentru orchestră și pian și nu ca autor al aranjamentului muzical al marșului.
Muzicologul francez Vuillermoz a pus capăt în 1937 acestei atribuiri false și a afirmat că textul marșului a fost scris de Paul Cézano, iar muzica a fost compusă de Jean Robert Planquette.